# Saxifraga polita
Saxifraga polita är en stenbräckeväxtart som först beskrevs av Adrian Hardy Haworth, och fick sitt nu gällande namn av Heinrich Friedrich Link. Saxifraga polita ingår i Bräckesläktet som ingår i familjen stenbräckeväxter. Inga underarter finns listade i Catalogue of Life.

## Bildgalleri

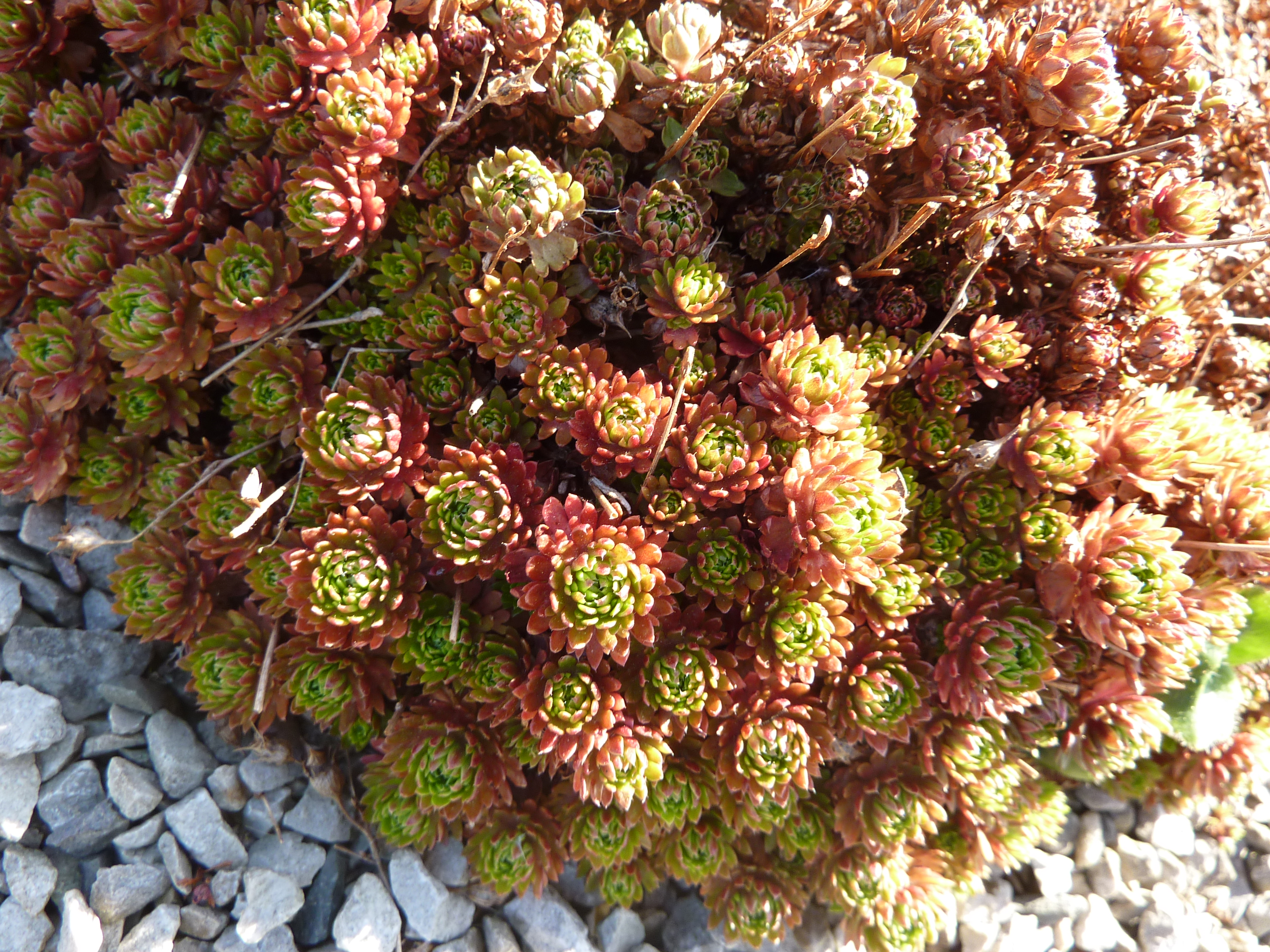